# Ceguera

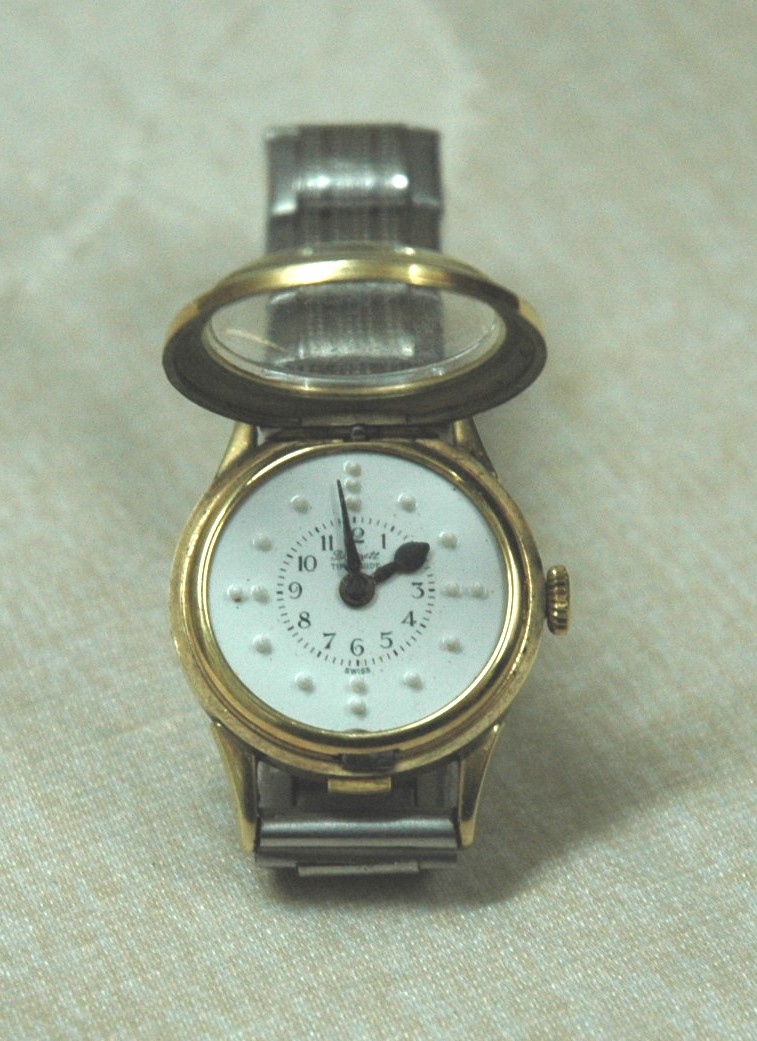
Reloj de pulsera para ciegos.

La ceguera o ceguedad o invidencia, es una discapacidad sensorial que consiste en la pérdida total o parcial del sentido de la vista. Existen varios tipos de ceguera parcial dependiendo del grado y tipo de pérdida de visión, como la visión reducida, el escotoma y la ceguera de un ojo.

## Tipos de ceguera
- Ciegos: son aquellos sujetos que tienen sólo percepción de luz, sin proyección, o aquellos que carecen totalmente de visión. Desde el punto de vista educativo, ciego es aquel que aprende sistema braille y no puede utilizar su visión para adquirir ningún conocimiento, aunque la percepción de la luz pueda ayudarle para sus movimientos y orientación.
- Ciegos parciales: son aquellos sujetos que mantienen unas posibilidades visuales mayores, tales como capacidad de percepción de la luz, percepción de bultos y contornos, algunos matices de color, etc.
- Personas con baja visión: son los que mantienen un resto visual que les permite ver objetos a pocos centímetros. A estos no se les debe llamar nunca ciegos ni se les debe educar como tales, aunque tengan que aprender procedimientos «táctiles» para aumentar sus conocimientos. Pueden dentro de este rango entrar discapacidades visuales como la miopía, especialmente si es magna o patológica (mayor a 6 dioptrías).
- Limitados visuales: son los que precisan, debido a sus dificultades para aprender, una iluminación o una presentación de objetos y materiales más adecuadas, utilizando lentes, aumentando la iluminación, etc.[2] En este rango entran las ametropías.

## Causas de la ceguera
De acuerdo con la estimación de la OMS en 2002, las causas más comunes de ceguera alrededor del mundo son:
- Catarata
- Glaucoma
- Uveítis
- Degeneración macular
- Opacidad corneal
- Tracoma
- Retinopatía diabética

### Anormalidades y daños
En España los accidentes, especialmente en los menores de 30 años, hacen perder la vista generalmente en uno de los ojos.
Personas con daños en el lóbulo occipital, a pesar de tener intactos los ojos y nervios ópticos, tendrían ceguera parcial o total.

### Defectos genéticos
- Las personas con albinismo usualmente sufren de deterioro a la vista extendido al grado de ceguera parcial, aunque pocos presentan ceguera total.
- Amaurosis congénita de Leber puede causar ceguera total o gran perdida de visión desde el nacimiento o la infancia.
- Aniridia. Falta congénita del iris del ojo.

Recientes descubrimientos en el genoma humano han identificado otras causas genéticas de baja visión o ceguera. Una de ellas es el síndrome de Bardet-Biedl.

### Cataratas
Las cataratas son la patología congénita y pediátrica que describe el encanecimiento u opacidad del cristalino, que con mayor frecuencia es causado por infecciones intrauterinas, trastornos metabólicos y síndromes de transmisión genética. Las cataratas son la principal causa de ceguera en niños y adultos, cuya prevalencia se duplica cada diez años después de los 40 años. En consecuencia, en la actualidad las cataratas son más comunes entre los adultos que entre los niños, es decir, las personas enfrentan mayores probabilidades de desarrollar cataratas a medida que envejecen. No obstante, las cataratas tienden a tener un mayor costo económico y emocional para los niños, ya que deben someterse a un diagnóstico costoso, rehabilitación a largo plazo y asistencia visual. Además, a veces los pacientes experimentan ambliopía irreversible después de una cirugía de cataratas pediátrica porque estas impedían la maduración normal de la visión antes de la operación. A pesar del gran progreso en el tratamiento, las cataratas siguen siendo un problema mundial tanto en los países económicamente desarrollados como en los países en desarrollo. Actualmente, con los resultados variables y el acceso desigual a la cirugía de cataratas, la mejor manera de reducir el riesgo de desarrollar esta patología es evitar fumar y la exposición prolongada a la luz solar.

### Envenenamiento
Ciertos productos químicos, como el metanol (alcohol de quemar), que se utiliza para adulterar bebidas alcohólicas.

### Otros
La malnutrición junto a las enfermedades son las causantes principales de la ceguera.
Exposición a ambientes que requieren gran esfuerzo visual durante largos periodos de tiempo.

## Epidemiología
En el 2002, la OMS (Organización Mundial de la Salud) estimó que había 162 millones de personas (2,6 % de la población mundial) en el mundo con deterioro de la vista, de los cuales 124 millones (2 % aproximadamente) tenía baja visión y 37 millones eran ciegos (cerca de 0,6 %).

## Prevención
Existen organizaciones que han desarrollado programas para prevenir la ceguera.
Se recomienda ir al oculista cada 6 meses para un chequeo de la vista.

## Otras discapacidades visuales
Además de la ceguera total existe la baja visión (ceguera parcial).
Una persona con baja visión es aquella persona que presenta en el mejor ojo, después de un tratamiento médico, quirúrgico y con corrección convencional, una agudeza visual que va de 20/70 hasta perdida de luz, o un campo visual desde el punto de fijación de 20 grados o menos, pero que es potencialmente capaz de utilizar la visión residual con propósitos funcionales.
- Pérdida de agudeza: aquella persona cuya capacidad para identificar visualmente detalles esta seriamente disminuida.
- Pérdida del campo: aquella persona que no percibe con la totalidad de su campo visual. Se divide en dos grupos: pérdida de visión central y perdida de visión periférica.[10]

### Problemas
Muchas veces (sobre todo en países en desarrollo) las personas con baja visión son tratadas como ciegas, un gran error ya que estas personas todavía tienen posibilidades de usar su resto visual con ayudas ópticas (telescopios, lupas potentes).

## Técnicas de adaptación y ayuda

### Braille

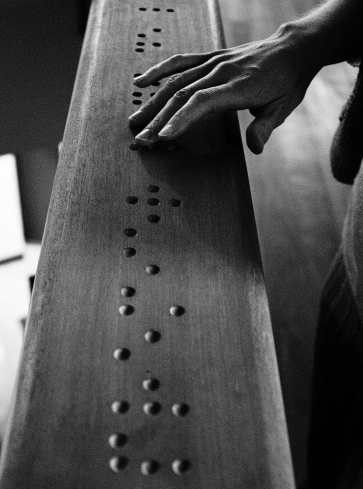

El braille es un sistema de lectura y escritura táctil pensado para personas ciegas. Fue inventado por el francés Louis Braille a mediados del siglo XIX, que se quedó ciego debido a un accidente durante su niñez mientras jugaba en el taller de su padre. Cuando tenía 13 años, el director de la escuela de ciegos y sordos de París –donde estudiaba el joven Braille– le pidió que probara un sistema de lectoescritura táctil inventado por un militar llamado Charles Barbier para transmitir órdenes a puestos de avanzada sin tener necesidad de delatar la posición durante las noches. Louis Braille, al cabo de un tiempo descubrió que el sistema era válido y lo reinventó utilizando un sistema de 8 puntos. Al cabo de unos años lo simplificó dejándolo en el sistema universalmente conocido y adoptado de 6 puntos.

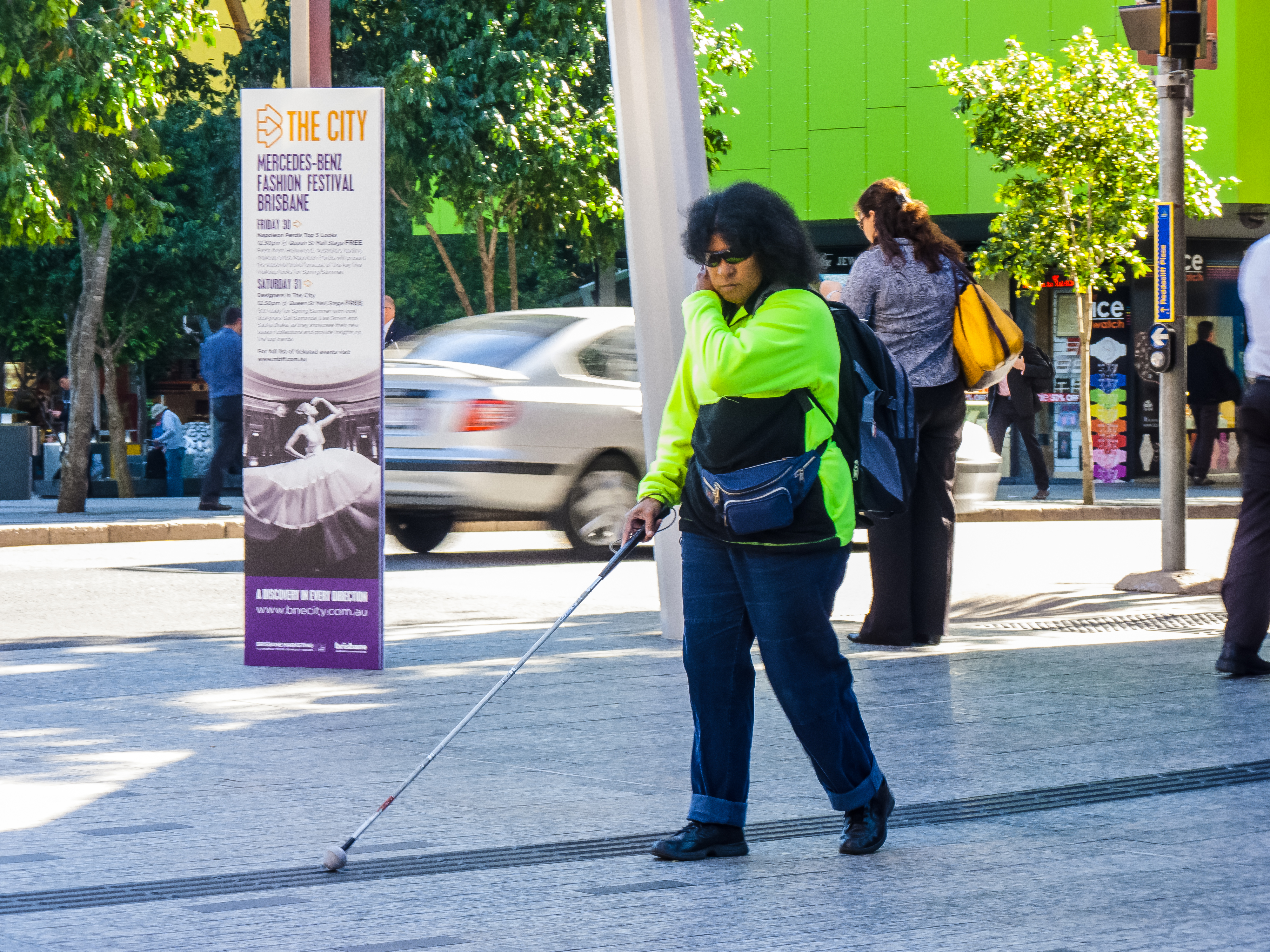
Una persona haciendo uso de baldosas podotáctiles.

### Superficie podotáctil
Una superficie podotáctil es un piso con una textura que permite a los peatones con discapacidad visual reconocerla al tocarla con los pies, a través del calzado, o por medio del bastón guía. Se utiliza en las aceras de las vías públicas urbanas, así como en los andenes de las estaciones de trenes y en centros comerciales. Las baldosas podotáctiles fueron inventadas en Japón, pero tras la aprobación por la Asamblea General de las Naciones Unidas en 2006 de la Convención Internacional sobre los Derechos de las Personas con Discapacidad, que obliga a los Estados a introducir diseños de accesibilidad universal en el mobiliario urbano, su eso se ha extendido a casi todo el mundo.

### Identificación de colores

#### Métodos electrónicos
Importante, por ejemplo, para poder determinar el color de la ropa que el ciego se pone o compra, para separar la ropa que se ponga en la lavadora, saber si hay la luz encendida en una habitación (y poder encenderla o apagarla).
Así existen aparatos del tamaño de un mando de un TV, que se conecta a unos auriculares y la persona ciega entonces puede escuchar con voz humana la identificación del color. Se pone en contacto al lector del aparato con el objeto del que se quiere identificar el color, se pulsa un botón y el aparato dice el color. Es necesario que el objeto esté iluminado. Así puede decir rojo marrón oscuro o gris pálido. No puede identificar tramados de colores, deben ser sólidos.
También hay en la etapa final de diseño un aparato, basado en la sinestesia, que asociaría los colores a música. La tonalidad sería indicada por la nota musical (así una nota aguda indicaría un color de tonalidad clara y una nota grave una de oscura) y el color por el instrumento (así la flauta dulce indicaría el amarillo, el clarinete el azul, los tambores el rojo o el piano el verde). Se ha trabajado en niños y adolescentes.

#### Método por tacto

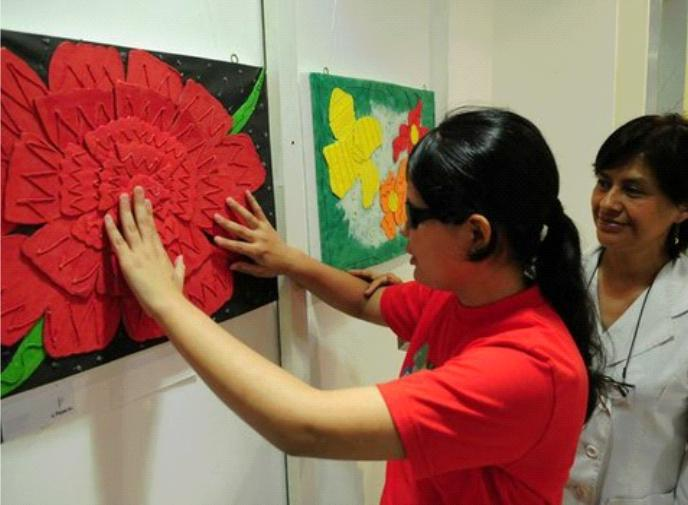
Una persona ciega identificando una flor con sus colores

Se trata de un sistema de identificación por el tacto, por tanto, similar al braille. Actualmente utilizado en talleres educativos y de ocio para la identificación del color en obras de arte, que deben estar preparadas, es decir, que tengan un relieve con los signos y, mejor, unos límites del color y la tonalidad a identificar. Es, a diferencia de los sistemas electrónicos, independiente de un aparato o de un idioma. Desarrollado por Constanza Bonilla (Sistema Constanz), identifica el color por los colores básicos (amarillo: una línea recta; rojo: una línea en zigzag; azul: una línea ondulada), o en su combinación (así el verde sería una línea recta -amarillo- y una línea ondulada -azul-), y por tonalidades (claro: una redonda; oscuro: un punto; muy oscuro: cuatro puntos, etc.).

### Perros guía

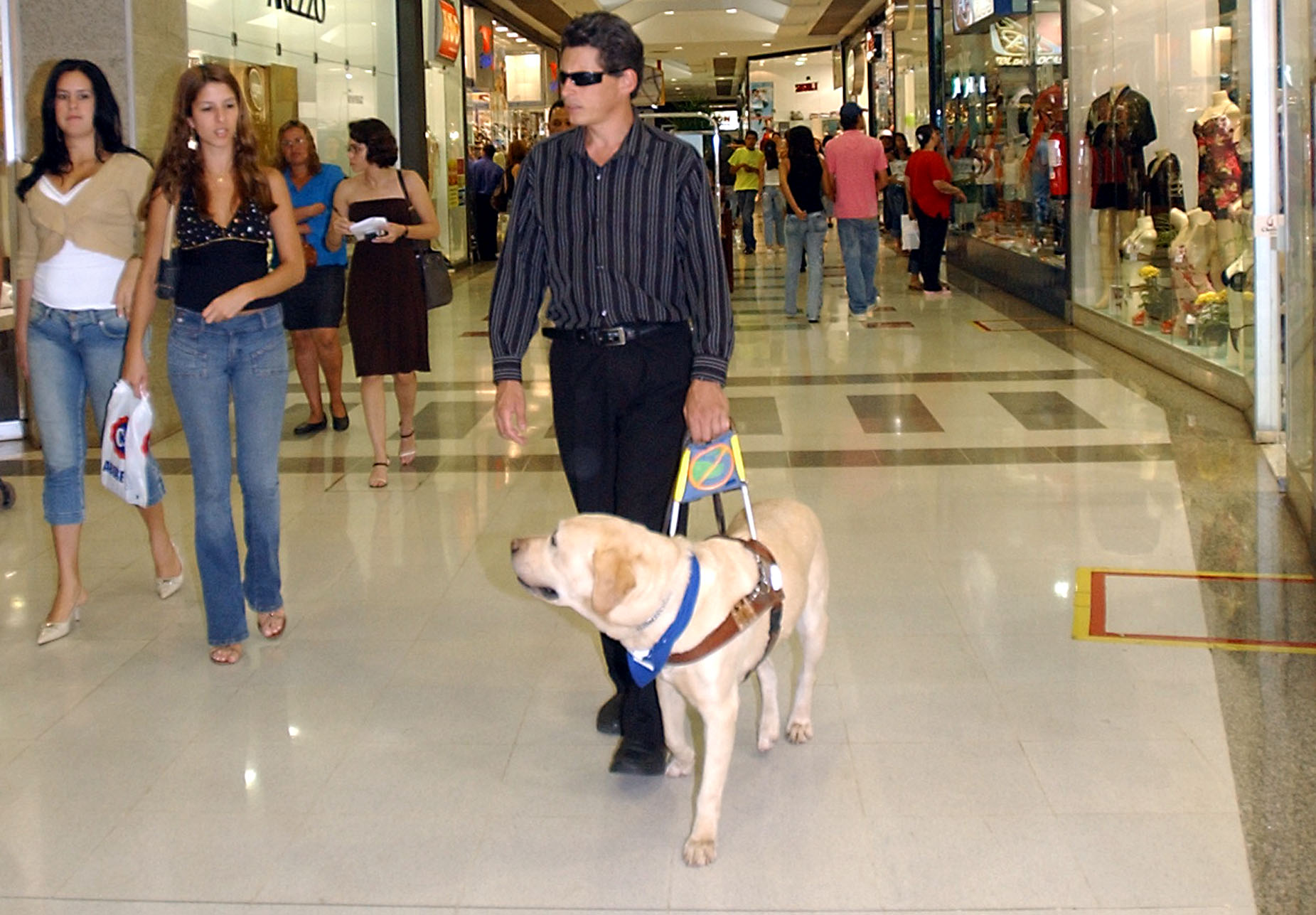
Un ciego con su perro guía en Brasilia, Brasil.

Son perros entrenados para guiar a personas ciegas o con daño visual.
Además, no solamente guía a personas ciegas a dirigirse a tal lugar, sino también, les ayuda a los quehaceres (tareas) de la casa como: vestirse, traer lo que el no vidente diga con el fin de satisfacer en totalidad las cosas de la vida diaria.

### Discapacidad visual y TIC
El crecimiento del uso educativo de las TIC ha sido partidario de la inclusión intermitentemente. Inicialmente, dado que dicho uso se abordó desde una sola materia del currículo escolar, el desempeño de niños videntes e invidentes era similar, pues juntos se acercaban al conocimiento tecnológico y digital. Esto fomentaba la inclusión y la autoestima de los infantes con discapacidad visual. Más adelante, en una segunda etapa, el crecimiento del uso educativo permitió que el acercamiento a las TIC se intensificara, haciendo que éstas pasaran a convertirse en una herramienta necesaria en todas las materias, lo que dificultó el desarrollo particular de los niños ciegos que no podían acceder a las TIC con la misma facilidad que sus símiles.
Finalmente, en la medida en que los agentes de la educación con TIC, desde los diseñadores de software educativo, hasta los docentes en el aula, adquieren un mejor entendimiento de las necesidades de los niños con ceguera, el crecimiento de las nuevas tecnologías termina por ofrecer nuevas oportunidades de inclusión. El desarrollo tecnológico en este sentido, visto en aplicaciones móviles, lectores de pantalla, herramientas táctiles, etc., es capaz de promover el desarrollo de los niños invidentes y su inclusión con los demás niños en el aula.

## Curación de la ceguera
Se especula sobre la posibilidad en un futuro de curar la ceguera con células madre. Se trata de un proyecto totalmente inédito, que ayudaría a reparar las retinas dañadas utilizando para ello células obtenidas de cultivos de células madre de embriones humanos. Los creadores de esta técnica informaron que la cirugía necesaria es tan simple que algún día podría volverse tan rutinaria como lo son hoy las operaciones de cataratas.
Esta técnica es capaz de permitir a la gran mayoría de los pacientes con degeneración macular relacionada con la edad (DME) recuperar la vista. DME es una de las principales causas de ceguera entre los mayores de 50 años, que solo en Europa afecta a unos 14 millones de personas.
Actualmente existen algunos medicamentos, como el fabricado por Genentech Inc. (Lucentis) que pueden ayudar a uno de cada diez pacientes con un tipo de DME, llamada «DME húmeda». El otro 90 % de los pacientes tienen «DME seca», para la que no hay tratamiento.
La degeneración macular relacionada con la edad es causada por una falla en las células del epitelio pigmentario de la retina (EPR), que forman una capa protectora bajo los conos y bastones sensibles a la luz que se encuentran en la retina. En algunos casos esta disfunción se ha asociado también al tabaquismo o los antecedentes familiares, entre otras causas.
El nuevo procedimiento ideado por los británicos consigue generar en el laboratorio células del epitelio pigmentario de la retina que sirven de «recambio», a partir de células madre. Luego, los expertos inyectan en el ojo del paciente un pequeño parche de unos 4 a 6 milímetro formado con las células nuevas.
Los cirujanos logran restaurar la visión de algunos pacientes utilizando células madre de sus propios ojos, pero es un proceso es complicado y poco efectivo. La nueva técnica, que ha dado resultado en ratas, es mucho más prometedora. "Si no se ha vuelto algo de rutina en unos 10 años, significará que no hemos tenido éxito," dijo uno de los responsables. "Tiene que ser algo que esté disponible para una gran cantidad de personas," añadió. Se espera que la operación pueda ser realizada como un simple procedimiento de 45 minutos bajo anestesia local.
Extrañamente, este proyecto ha sido posible gracias a una donación de 8 millones de dólares que hizo un ciudadano estadounidense anónimo. Según los científicos del proyecto, esta persona se habría sentido frustrado por los límites que impone su país (EE. UU.) a la investigación con células madre.
Las células madre embrionarias son células maestras del cuerpo, capaces de generar todos los tejidos y órganos. Su uso es controvertido, porque muchas personas se oponen a la destrucción de embriones, aunque Gran Bretaña fomenta este tipo de investigación.

## Primeros auxilios
Se debe contactar con el médico o acudir a la sala de emergencias inmediatamente. La mayoría de las formas graves de pérdida de la visión son indoloras y la ausencia de dolor de ninguna manera disminuye la necesidad urgente de conseguir atención médica. Muchas formas de pérdida de la visión sólo dan un margen de tiempo breve en el cual se pueden tratar en forma exitosa.

## Acceso a la información
Esta comunidad necesita tecnología adecuada debido a que esta discapacidad afecta al individuo evitando ver correctamente un documento en su forma original, ya sea en una hoja de papel o una pantalla de ordenador, por lo cual necesita que se le presente con un formato modificado. Necesita recurrir al tacto (es decir, al sistema braille, primordialmente), escuchar grabaciones sonoras, leer textos en caracteres agrandados, o bien utilizar un ordenador cuya tecnología permita agrandar en la pantalla el material de información visual o transformarlo en documentos sonoros o táctiles. Es decir necesitan un medio entre la información y ellos, que les permita cierta independencia y un acceso pleno al conocimiento.
Esto lo pueden obtener a través de elementos Tiflológicos los cuales son implementos que sirven a las personas con limitación visual para desempeñarse en su vida cotidiana de una manera autónoma. Ejemplos de ellos son el ábaco, la regleta y el bastón.
También podemos incluir la Tiflotecnología la cual conjunta técnicas, conocimientos y recursos para procurar a las personas con discapacidad visual, ceguera o sordo ceguera, los medios oportunos para la correcta utilización de la tecnología, contribuyendo a su autonomía personal, plena integración social, laboral y educativa.
Estos dispositivos pueden ser conjuntados en dos grupo: los que facilitan o permiten el acceso a la información del ordenador (sistemas de reconocimiento óptico o inteligente de caracteres, sistemas de reconocimiento táctil, revisores de pantalla, etc) y los que pueden conectarse al ordenador para intercambiar información, aun cuando también funcionan de forma autónoma y tienen su propia utilidad (sistemas portátiles de almacenamiento y procesamiento de la información, impresoras braille, aparatos de reproducción y grabación, calculadoras parlantes, diccionarios y traductoras parlantes, periódicos electrónicos adaptados para personas con discapacidad visual, programas de gestión bibliotecaria y de acceso a Internet, ampliación de la imagen, códigos de barras comprimidos para información de consumo y audiodescripción, etc).

## En la sociedad

### Definición legal
Para determinar qué personas califican para asistencia especial debido a sus discapacidades visuales, varios gobiernos tienen definiciones específicas para la ceguera legal. En América del Norte y la mayor parte de Europa, la ceguera legal se define como una agudeza visual de 20/200 o menos en el mejor ojo con la mejor corrección posible. Esto significa que una persona legalmente ciega tendría que situarse a 6,1 m de un objeto para verlo, con lentes correctivos, con el mismo grado de claridad que una persona con visión normal desde 61 m. En muchas áreas, las personas con agudeza promedio que, sin embargo, tienen un campo visual de menos de 20 grados (la norma son 180 grados) también se clasifican como legalmente ciegas. Aproximadamente el quince por ciento de los considerados legalmente ciegos, por cualquier medida, no tienen percepción de luz o forma. El resto tiene algo de visión, desde la percepción de la luz sola hasta una agudeza relativamente buena. En ocasiones, la baja visión se utiliza para describir la agudeza visual de 20/70 a 20/200.

### Deportes

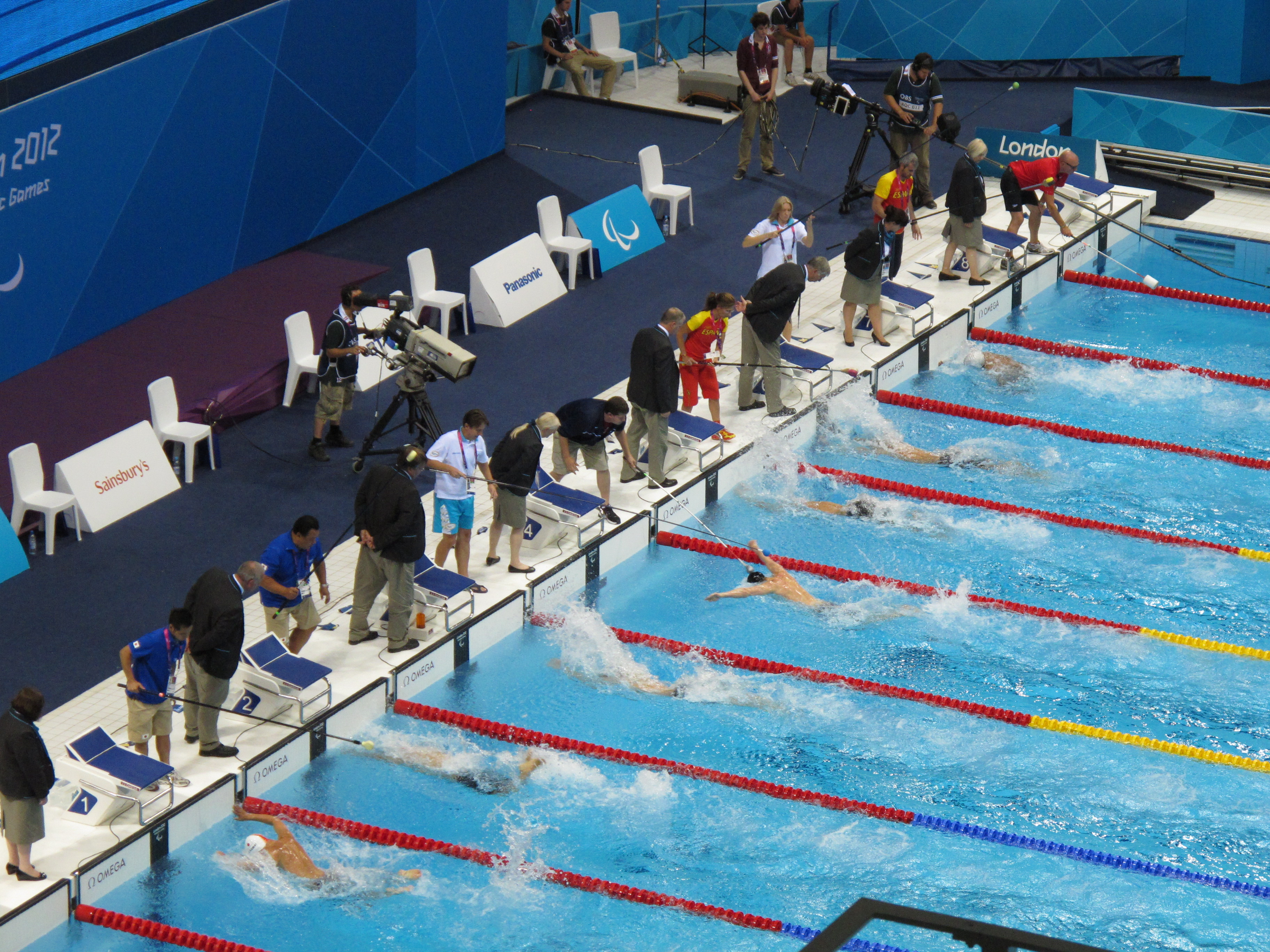
Los nadadores paralímpicos con ceguera son tocados para indicarles que deben girar.

Las personas ciegas y deficientes visuales participan en deportes, como natación, esquí y atletismo. Se han inventado o adaptado algunos deportes para ciegos, como el goalball, el fútbol americano, el cricket, el golf, el tenis y los bolos. La autoridad mundial en deportes para invidentes es la Federación Internacional de Deportes para Ciegos. Las personas con discapacidad visual han participado en los Juegos Paralímpicos desde los Juegos Paralímpicos de Toronto 1976.